# Анатолійська гіпотеза
Анатолійська гіпотеза — одна з гіпотез походження індоєвропейців. Прихильники цієї теорії вважають, що поширення індоєвропейських мов разом з неолітичною революцією почалось із Малої Азії  7 тисячолітті до н. е. в епоху неоліту. Тобто прабатьківщиною праіндоєвропейців є західна Анатолія. Основною перевагою гіпотези є її зв'язок з відомою археологам подією — поширенням землеробства. Ця гіпотеза є однією з альтернативних до курганної гіпотези, яка має більше прихильників серед істориків.

## Прихильники
Теорію запропонував британський історик, лінгвіст та археолог Колін Ренфрю у 1987 році. Ренфрю пов'язував прабатьківщину індоєвропейців із розкопками поселення Чатал-Гююк за 2000 років до вторгнення курганної культури в Європу. У міру зростання населення вони були змушені мігрувати через Середземномор'я в Центральну та Північну Європу.
У 2003 році використовуючи статистичні моделі новозеландські еволюційні біологи Рассел Ґрей і Квентін Аткінсон провели глоттохронологічне дослідження. Вони проаналізували споріднені слова 87 мов індоєвропейської групи, використовуючи лексико-статистичну базу даних, яку за списками Сводеша у 60-х роках створила Айсідор Дайєн. Результати отримані науковцями вказують на вік праіндоєвропейської мови в інтервалі від 80000 до 9500 років, що узгоджується з анатолійською гіпотезою. Методи та результати Ґрея і Аткінсона зазнали серйозної критики. Проте науковці у 2006 році відповіли на критику. А в 2001 році спільно з Ґрінгіллом встановили, що два інші набори даних також узгоджуються з теорією.
Серед інших відомих прихильників — Баррі Канліфф.

## Критика
Девід Ентоні вказував, наприклад, на те що поява колеса в рамках даної гіпотези датується кількома тисячоліттями пізніше ймовірної міграції з Анатолії і розділення праіндоєвропейської мови. Але відповідні терміни в різних індоєвропейських мовах не є різнорідними, як би мало бути, а навпаки дуже схожі.
Деякі лінгвісти не відносять хетську (і інші анатолійські мови) до індоєвропейської мовної сім'ї. На їхню думку хетська та праіндоєвропейська — дві гілки, які йдуть від спільного стовбура. Якщо ця точка зору є правильною, то анатолійська гіпотеза відповідає не формуванню саме індоєвропейців, а описує більш ранній етап. Можливо, анатолійську й курганну гіпотези треба об'єднати і створити нову синтетичну гіпотезу походження індоєвропейців, згідно з якою становлення індоєвропейців почалося в Малй Азії, а продовжилось в Північному Причорномор'ї.